# Francisco Mestre y Noé

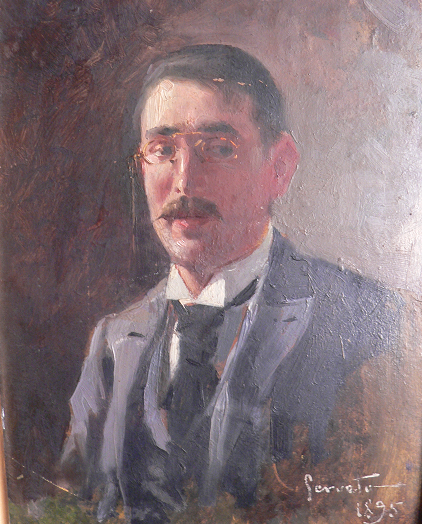
1895. Francisco Mestre i Noè, cuadro de Antonio Cerveto. Propiedad de la familia Mestre.

Francisco Mestre y Noé (Tortosa, 8 de agosto de 1866 — Tortosa, 6 de noviembre de 1940). Miembro de la "Renaixença" cultivó múltiples campos entre ellos activista social y formación en humanidades, puesto que inició sus estudios con el padre Fidel Fita. Así fue historiador, arqueólogo, crítico de arte, periodista, librero, político catalanista, lingüista, habilitado de los maestros...
Casado con la también catalanista Enriqueta Ferrús a partir de 1891 el matrimonio adquiere la "librería religiosa, científica i literaria" una de las más antiguas de Europa la cual regentaran durante más de dos décadas hasta que finalmente se la traspasan a la actual librería Viladrich. Hombre polifacético y de una gran actividad, fue una de personalidades culturales más destacadas de finales del siglo XIX y primer tercio del siglo XX en las Tierras del Ebro, en Cataluña e internacionalmente.
El año 1899 fue nombrado archivero honorario del Ayuntamiento de Tortosa y en 1911 fue nombrado cronista de Tortosa.
Entre otros, publicó el libro El Arte en la Santa Iglesia Catedral de Tortosa (1898), Giripigues tortosines (1915) publicado primeramente en forma de artículos al diario El Restaurador, y varias biografías de tortosinos ilustres: Biografía del gran patricio Don Teodoro González y Cabanne (1918); Biografía de D. Joseph A. Santigosa y Vestraten, escultor, médico y pintor (1923); Biografía de D. Victor Cerveto y Orilla (1925); Tiempo, vida y obras del polígraf D. Jaume Tió y Noé, 1816-1844 (1927).
Gran amigo de Prat de la Riba, fue corresponsal de La Veu de Catalunya durante décadas y fundó el primer semanario catalanista del territorio del Ebro catalán La Voz de Tortosa (1899) y colaboró en la prensa local con artículos en la revista La Zuda, donde publica Contalles crepusculars tortosines (entre 1925 y 1933), Heraldo de Tortosa, etc. Además, presidió la Asociación de Prensa de Tortosa creada en 1924 y fue también vicepresidente de la Federación de la Prensa Catalanobalear (1931).
Fruto de la colaboración con Antoni M. Alcover, publicó el Vocabulario catalán de Tortosa (1915) y se mostró un firme defensor de la predicación en catalán en el opúsculo "La llengua en les iglesies" (1920).
Como secretario de los Juegos Florales de Tortosa (1904 y 1919), vocal del jurado de los Juegos Florales Constantinianos de Tortosa (1913), secretario del Certamen Literario de Tortosa (1928), y mantenedor de los Juegos Florales de Barcelona (1931), era un buen conocedor de la obra de los escritores tortosinos, tal como demuestra en el opúsculo "La Renaixença de Cataluña. Y'ls periodistes y literats tortosins del Renaixement "(1934).

## Descubridor del "llibre del Pastoret" y Visitador mayor de cañadas[3]
Ya el 1880 Teodoro González hace venir un funcionario del cuerpo de Archiveros para que revoque el Archivo municipal de Tortosa, con el fin de sacar a la luz los documentos necesarios para reivindicar lel derecho de propiedad de la Lonja medieval a favor de la ciudad. Mestre y Noè, a sus 14 años, va como ayudante y es justo a partir de este momento que empieza a aprender la tarea de archivero.
El 1890, a los 24 años, inicia, por encargo del Ayuntamiento, la recuperación y catalogación del Archivo Municipal. Allí encuentra los “Establecimientos de la presente ciudad de Tortosa” hechos por los señores Alcalde y Prohombres en 14/10/1702, donde figuran las ordenaciones pecuarias y agrícolas. A Mestre y Noè le roba el corazón la legislación pecuaria de Tortosa, considerándola una de las más maravillosas del mundo.
Como miembro fundador de la Cámara Agrícola de Tortosa desde el 18 de abril de 1892, se encarga de defender los pleitos y multas que reciben los pastores por parte de los propietarios de los terrenos por donde pasan las vías pecuarias. Mestre y Noè intenta aplicar el artículo 26 de la Ley municipal y el artículo 13 del R.D. de 13 de agosto de 1892, en el que se declaran los ligajos, bebederos y arrimaderos, bienes del dominio público y de todo punto imprescindibles, sin que en ninguno de los casos puedan legitimarse las tierras cultivadas dentro del perímetro de estos. También lo considera cosa buena para los agricultores, que ha falta de las ganaderías, tienen que ir a comprar adobos extranjeros, cuando antes se ahorraban este gasto.
Francesc Mestre y Noè denuncia el afán acaparador y el abuso de los propietarios, de los que dice que no tienen escrúpulos ni remordimientos, puesto que, convencidos de la pérdida del Libro del Pastorcillo del término de Tortosa, que indicaba el recorrido de los caminos, su anchura, los arrimaderos, bebederos y otras condiciones necesarias para conocimiento de los pastores; se han ido apoderando despacio de todas aquellas tierras comunales, convirtiéndolas en propiedad.
Durante la segunda mitad del año 1899, Francesc Mestre y Noè es nombrado Archivero Honorario de la ciudad. Esto hará que intensifique todavía más su tarea de ordenamiento y clasificación de documentos y libros del Archivo de Tortosa y que fortlezca las relaciones con otros archivistas e historiadores, entre los cuales el cronista y archivero de Tortosa, Ramon O’Callaghan, con el cual colaborará desde 1895 al organizar y numerar los códices del Archivo Capitular de la Catedral de Tortosa y el archivero municipal de Manresa, Leonci Soler y March miembro como él de la Unión Catalanista y más tarde de la Liga Regionalista con el cual tiene muchos de puntos en común.
En otoño de 1899 y con motivo de la recuperación de la
Feria de Ganado en Tortosa, investiga los usos de los antiguos lligallos del término
de Tortosa, porque puedan llegar tranquilamente y en condiciones los
pastores que traen los rebaños y no
estén expuestos a las denuncias de los propietarios de las tierras por donde pasan
los lligallos.
Al archivo de Castellfort, término de Morella, se guardaba “El Libro de los
Lligallos”, del siglo XVI, in folio de 1419 páginas, donde estaba incluido el “Libro
del Pastorcillo” del término de Tortosa. Pero este libro había desaparecido. En
su investigación, Francesc Mestre y Noè remueve papeles y libros llenos de polvo y se
pone en contacto con todos los archivos que tiene al aabast gracias a su nuevo cargo de archivero municipal. Así es como inquire
al Sr. Manuel Julve, secretario del Municipio de Cantavella, encargado de custodiar
el archivo de esta población del Teruel. Y entonces hace un gran descubrimiento: allí
hay una copia exacta del voluminoso “Libro de los Lligallos” y escrito en catalán
de Tortosa, con anotaciones en latín y conservando su rica toponimia
Renacentista, está, insertado,“El Libro del Pastorcillo” que tanto él había
sido buscando.
No pierde el tiempo, y en seis de diciembre de 1899, en un artículo a su Voz de Tortosa, pide en el Ayuntamiento tortosí que
no dejó estroncar esta fuente del Derecho municipal y que, puesto que en aquellos momentos
se iniciaba la restauración de ferias anuales destinadas a la compra y venta de ganado
en Tortosa, se acuerdo hacer una copia de la región que va de Morella hasta
Tortosa, teniendo Lo Puerto como centro
geográfico, y metiendo especial atención en lo en lo referente a la extensión y anchura
de los lligallos. Él mismo bocado explica el porqué:
“...lo mío ruego lo apuntaba como
urgente y necesario, por la razón que la expoliación de las tierras alligallades se
detentaven por la creencia de los propietarios usurpadores que se había perdido lo
“Libro del Pastorcillo”.
Como el Ayuntamiento hizo caso omiso a su ruego, él mismo hará
una copia el 1904, para
poder estudiar tanto los caminos, como lo lenguaje que allí se emplea, rico en
topónimos que se utilizaban ya en el siglo XVI. Tanto es así, que en carta a Padre
Alcover de 11 de diciembre de 1906, aprovechando lo marcó del I Congreso
Internacional de Lengua Catalana, del cual él es delegado en Tortosa, indica
que le envía una copia al lingüista, especializado en lenguas de los Pirineo,
Jean-Joseph Saroïhandy, gran amigo suyo.
Justo el 1909, y a instancia de la Asociación General de Ganaderos del
Reino, de la cual forma parte, como Lligaller mayor, la brigada forestal
empieza la tarea de la confección de los planos y demarcación de los lligallos que
se especifican con todo detalle al “Libro del Pastorcillo”.
El 1910 es nombrado Secretario General de la Cámara de comercio de Tortosa
y el año siguiente, el día 2 de diciembre de 1911 es nombrado Cronista de Tortosa y el
mismo año también se lo nombra “Visitador de ganadería y canyades de la
partida de Tortosa”.
Pero cuando el 1915 los mencionados planos todavía no están terminados,
Mestre y Noè mujer a conocer la anchura y los antecedentes para facilitar su
restauración, basándose con las notas que tomó el 1904 en lo suyo
viaje a Cantavella.
“De las notas que conservo
resulta que el lligallo, por donde debían de pasar los rebaños forasteros, tenía
sesenta varas de anchura en toda su extensión y además unos lugares
entre las tierras intermedias llamados atansos para emmurriament o descanso
de los ganado.
Lo lligallo mayor bajaba desde
Cuello-Redondo, junto a la Basseta de los Judíos, y pasando por el barranco de los Guijarros
se extendía hasta la Cruz de Peiró, siguiendo después, haciendo curva, por el
que hoy es carretera del Estado hasta el huerto de Abària y desde allí se afuava derecho
al lado del río, cruzando la huerta de Olesa que limita con lo Cañaveral del Riber.”
Lo “Libro de los Lligallos”, que se conservaba a Cantavella, desapareció
durante la Guerra Civil (1936-1939). Gracias al descubrimiento de Francesc
Mestre y Noè, hemos podido conservar parte de este valioso e interesante
documento que se puede consultar al Archivo Histórico de Tortosa.

## Escudo de la ciudad de Tortosa: mártires de 1640 y Guerra de los Segadores
El 22 de julio de 1640, se fusilaban los patriotas tortosins que secundaron el grito de rebelión que se lanzaba desde Barcelona por junio del mismo año y que fueran traicionados por las autoridades eclesiásticas y las clases dirigentes. Este conflicto, más tarde, será bautizado por la historia como Guerra de los Segadores.
Antes de la Guerra de los Segadores, el escudo de la ciudad de Tortosa, como sale reflejado a la Fuente Gótica estaba formado únicamente por una Torre con una puerta, dos ventanas y cuatro almenas, en plata.
Al siglo XVII, después de la Guerra de los Segadores, Felip IV añadió al escudo de Tortosa la doble titulación de “Fidelísima te exemplaris cívitas Dertusae” y además coronó la torre y le añadió unas palmes. Así empezaban los intentos de la monarquía de ocultar la historia real de la ciudad durante la Guerra de los Segadores.
Mestre, decía que había demostrado que Tortosa también había tenido “defensores de la patria”. Creía más correcto utilizar al escudo el antiguo lema que ya salía al libro de las costumbres generales de Tortosa y que decía:
“SIGILLUM UNIVERSITATIS DERTUSAE”
También explica que este título de universidad, tan sólo se otorgaba a las poblaciones más importantes, como era en aquel tiempo la ciudad de Tortosa, puesto que era la segunda población en importancia de Cataluña.
A la cabecera de la Voz de Tortosa, sale el escudo de Tortosa con las cuatro barras catalanas detrás, para reivindicar la Tortosa catalana.
Lo 16 de septiembre del año 1900, publica a “La Voz de Tortosa” una poesía a los mártires tortosins de 1640 y dos esquelas dedicadas, la primera “A los Heroicos Hijos de Tortosa de 1640, y la segunda, “A los Mártires Defensores de Nuestras Libertades” de 1714.
Si bien ruedan los siglos la historia no os olvida,
Los vuestros hechos heroicos serán siempre inmortales,
Disteis por la patria el corazón, el aliento, la vida,
Vosotros sois los únicos que habéis cerrado la herida
Que abrieron en Tortosa perdidos hijos desleales.
Detrás la codicia, buscando honras extrañas
Dejaron las de casa soberbios aduladores,
Hombres sin fe ni patria, sin corazón, pasión, ni entrañas,
Besaban manos odiosas cegados en sus hazañas
Por el brillo del oro que encisa herencia de traidores!
Vosotros despreciàreu el honor extraño, riqueza;
La fe de vuestros abuelos en junio no estalló,
Y al grito de Dios y patria! La llama fue encendida,
Más ay! Esta llama fue pronto sometida,
Por la artimaña mercenario del repugnante tirano!
La sangre que derramasteis en nuestro corazón no corre,
Todavía sentimos migrança, todavía no os olvidamos,
Mientras la patria nos llame y el orbe no se hunda,
Vuestro recuerdo heroico no pensáis que se borre,
Al grito de Vía fuera! Hermanos os vengaremos.
Ante esta convicción, Mestre y Noè, involucra a numerosas personalidades en la defensa del verdadero escudo de Tortosa. Una de ellas es el apotecari Antoni Añón y Cortiella(Xerta 1825-1919), xertolí, y de ascendencia aragonesa, con el que Mestre y Noè también mantendrá una profunda amistad y una larga tarea de colaboración catalanista. Añón también remueve archivos y códice del archivo capitular de la Sede de Tortosa y es un enamorado de la lengua catalana y del dialecto tortosí. Anton Añón, que también forma parte de la “Unión Catalanista”, le proporcionará valiosa información sobre los hechos ocurridos al Ebro durante la Jarra de los Segadores y de Sucesión, en los cuales se demostraba que Tortosa había sido fiel en Cataluña teniendo también sus mártires catalanes. Esta colaboración se hace patente en el asunto del escudo de la ciudad de Tortosa, en el cual asunto, Añon, aportará datos muy relevantes sobre los mártires de 1640, puesto que Xerta fue una de las villas más afectadas por las tropas castellanas. La amistad con Añon durará hasta su muerte a los 94 años, en julio de 1919.
También se ve involucrado el abogado e historiador Mariano Galindo y García(Calaceit, 1873-Tortosa, 1917). A pesar de que es siete años más grande que Galindo, Mestre tendrá mucha amistad, puesto que Galindo tiene un gran interés por la historia y la pintura, además de afición al estudio y a la escritura, lo cual lo hará abandonar incluso su carrera de abogado para dedicarse íntegramente. El mismo Maestro dice:
“Galindo era un íntimo amigo mío, casi inseparable, y a mi lado sintió las primeras aficiones históricas que después cultivó con admiración de todos”.
Cuando el 1899 Maestro y Noè inicia su tarea al archivo de la ciudad de Tortosa, Galindo tiene acceso, gracias a su amigo, a fondo y contenidos históricos que acentúan su vocación historicista. Tanto es así que, durante los años 1910 y 1911, se incorporaba a la tarea de ordenación y clasificación del Archivo para acelerar el trabajo.
Galindo, que tenía raíces carlistas, ayuda a Mestre en lo tema del escudo de la ciudad de Tortosa, estudiando los hechos que se produjeron en Tortosa durante la Guerra de los Segadores. Su obra capital, “La Revolución de Tortosa del año 1640” demostraba que en Tortosa también hubo mártires a favor de Cataluña, y animado por Mestre, la obra es la primera que escribe en catalán.
Y es que, como siempre hace con todo el mundo, Mestre lo alienta a dejar de escribir sus obras en castellano para hacerlo en catalán, él mismo bocado dice:
“Cuando ya tenía algunas cuartillas escritas lo incliné a escribirlas en catalán y a que dejara el espíritu de los historiadores castellanos respecto a de aquella época. No me costó mucho de esfuerzo convencerlo, puix tenía basta percepción y muy sazonada cultura para apreciar la diferencia de criterio que había al juzgar aquellos hechos, hoy más aclarados y disparos a luz por hombres de gran saber.
A los pocos días me leyó a la Costa de Curas las nuevas cuartillas compuestas en lengua catalana, confesándome que el uso del idioma propio da más fuerza al escritor, El único argumento que él ponía en contra de mi deseo era la barrejadissa aragonesa que se observaba en lo léxico calaceità, pero esto fue fácil de arreglar y pasó adelante en su empresa”
A puertas de la muerte, encargaba a Mestre que conservara y editara su obra “La guerra de Cataluña en Tortosa y sus fronteras”.
A pesar de todo esto, Mestre se duele que no se quisiera declarar favorable a la causa de los tortosins que se van sollevar defendiendo la causa de Cataluña. Cree que esto fue debido a sus raíces aragonesas y a sus tendencias conservadoras y carlistas. Gracias a su insistencia, pero, no llegó nunca a atacar a los revolucionarios. Según bocado cuenta Mestre:
“Galindo era un buen xicot, de sólida cultura, pero no sentía la causa del regionalismo como la sentimos natros. Además, era muy apocat y menguat de espíritu y esto contribuía a no mirar la causa de Cataluña como deben de mirarla todos los suyos naturales. A pesar de esto convenía conmigo que lo mantenerse Tortosa, “la Tortosa oficial”, fiel a Felip IV, era debido al anhelo de la nobleza al adquirir honores, y el clero, al obtener prebendas, y cuando no, la tranquilidad, que es lo que siempre ha pretendido en todas las ocasiones difíciles, quitado honroses excepciones, como se ve en las actas capitulars del Archivo de la Catedral”.
Al poco de morir, Mestre le recibe homenaje en un artículo bibliográfico publicado a la Zuda.
En agosto de 1902, consigue que el ayuntamiento liberal tortosí publicó un escudo de la ciudad sin las palmes y la corona, ni los títulos de “Fidelíssima te exemplaris” lo cual levantó como él mismo dice: “una gran polvareda”.
Los sectores más españolistas de Tortosa se pusieron en pie de guerra y lo acusaron de “Lesa Patria”(traidor a la Patria), pidiendo la actuación de la justicia. Las numerosas críticas que reciben La Voz de Tortosa y Diario de Tortosa a través de los periódicos “La Verdad” y “El Ebro” y la gran polémica generada, hace que el regionalismo de Francisco Mestre y Noé quedó aislado de la vida política y se haigue de recluir aunque sigue momentáneamente en las actividades culturales y asociativas.
Durante toda su vida Mestre y Noè intentará reivindicar la Tortosa patriótica de los primeros días de la revolución, frente a la Tortosa bajo la órbita hispánica de la guerra.
Explica en carta de 10 de agosto de 1925 a Ferran de Sagarra y de Siscar, historiador como él, los problemas que había tenido al hacerlo y la polvareda que había levantado su esfuerzo no exitoso de sacar del escudo de Tortosa la simbología de la contrarevolució. El 30 de julio de 1930 Francesc Mestre agradece en Sagarra su artículo sobre la revolución de Tortosa de 1640, por el cual demostraba que Tortosa también había tenido “defensores de la patria”.
La cuestión no quedó cerrada y reaparecía con la segunda República. Según La Veu de Catalunya del 1 de marzo de 1934, el Ayuntamiento de Tortosa había aprobado finalmente los cambios en el escudo tortosí contra el voto de los tradicionalistas. Mestre finalmente consiguió el 1934, que el Ayuntamiento tortosí renunciara a los títulos de “fidelíssima y ejemplar”, renuncia que iba ligada a la modificación del escudo. “Vida tortosina” del 21 de julio de 1934 da noticia de la colocación de una placa a la calle dedicada a los “mártires de 1640” y comunica la aprobación de un presupuesto con la intención de publicar un estudio sobre estos héroes patrióticos. El presupuesto cuenta con el apoyo de la Generalitat y según “La Voz” el ayuntamiento tortosí también abría un concurso para su impresión. El estudio no llegó a ser publicado todo y su existencia. Posiblemente los hechos de octubre y la guerra civil lo impidieron.

## Hoja de méritos, títulos y organismos de los que formaba parte
- 1887. Estreno al Teatro del Círcol de Artesanos de Tortosa sus obras “lo Cautiu” y “Matilde”.
- 1890. Inicia la recuperación y catalogación del Archivo Histórico Municipal de Tortosa.
- 1890. Organiza la Exposición de antigüedades de Tortosa.
- 1890. Es nombrado corresponsal de “El Ateneo de Málaga”
- 1892. Miembro de la Real Academia de Buenas Letras de Málaga.
- 1892.Miembro de la Real Academia de Ciencias Prusiana.
- 1892.Miembro de la Sociedad Arqueológica del Midi francés.
- 1892.Miembro de la Sociedad de Historia Internacional de París.
- 18/04/1892. Miembro fundador de la Cámara Agrícola de Tortosa
- 12/04/1893. Delegado en la ciudad de Tortosa y Comarca de la Unión Catalanista.
- 1894. Miembro de la Cruz Roja Internacional.
- 23/02/1895. Estudia y da a conocer el Mil·liari romano dedicado en la Octava Tribunícia Potestad del Emperador Augusto, encontrado al camino de los Judíos cerca del Ermitori de l'Aldea, informando a la “Real Academia de la Historia”.
- 1895-1906. Colabora con el Dr. O’Callaghan al organizar y numerar los códice del Archivo Capitular de la Catedral de Tortosa.
- 1896.Miembro de la Asociación Artística Arqueológica Barcelonesa.
- 1896. Delegado del Centro Excursionista de Cataluña en Tortosa.
- 1897. Estudia el hallazgo de un ídolo ibérico y lo da a conocer a la “Real Academia de la Historia”.
- 1897. Miembro de la “Societé Archeologique lleva Midi de la France, Toulouse.”
- 1899. Archivero Honorario de Tortosa.
- 1899. Descubre, estudia, y hace copia para el archivo municipal de Tortosa del “Libro del Pastorcillo” de Morella en Tortosa. Siglo XVI. Encontrado a Cantavella (Teruel). El original desapareció durante la Guerra Civil.
- 1899. Miembro corresponsal de la Real Academia de Ciencias aplicadas de Erfurt, Alemania.
- 1899. Funda el semanario “La Voz de Tortosa”
- 1899. Descubre, recupera y estudia el cuadro de “La Virgen y los Procuradores de Tortosa: SUB UMBRA ALARUM TUARUM PROTEGE NOS!”, encargándose que desde el taller de los Cerveto el fassen restaurar.
- 1900. Delegado del Academia de Bellas Artes de San Fernando, por el traslado y restauración de la Cruz de Término de la Galera y delegado para la restauración de la Cruz de la Petja, por el Ayuntamiento de Tortosa.
- 1900. Premio del Juegos Florales celebrados en Tortosa por su trabajo “Descripción histórica y artística de Palacio Episcopal de Tortosa”, consistente en un Cristo de plata sobre una cruz de eban.
- 1901. Delegado del Diccionario Catalán-Valenciano-Balear por la Región de Tortosa (Diccionario Alcover-Moll).
- 1901. Vocal-Secretario de la Junta del Museo Arqueológico y Archivos de la Ciutat de Tortosa.
- 1902. Delegado de la Exposición de Pintura y Escultura antigua de Barcelona.
- Mayo de 1903. Miembro de la Real Academia de Buenas Letras de Barcelona y corresponsal en Tortosa.
- 1904. Secretario de los Juegos Florales en Tortosa (1904)
- 1904. Miembro de la Sociedad Arqueológica Tarraconense.
- 1904. Vocal-Secretario de la Junta de Fomento y Defiende de Tortosa.
- 1905. Secretario del Juegos Florales en Tortosa.
- 1906. Delegado encargado de conseguir, del Estado español, local para el Museo-Archivo de Tortosa, antiguo convento de los Preso Dominics.
- 1906. Delegado en Tortosa del I Congreso de la Lengua Catalana.
- 1908. Vocal del Jurado de los Juegos Florales en Tortosa.
- 1908. Delegado de Tortosa y colaborador del I Congreso de Historia de la Corona de Aragón.
- 1910. Estudia el mosaico de época romana, denominado popularmente como el “mosaico de Barrugat” y el mujer a conocer a la “Real Academia de la Historia”.
- 1910. Consejero provincial de Fomento y Defiende de Tortosa.
- 1910. Secretario General de la Càmara de Comercio de Tortosa.
- 02/12/1911. Cronista oficial de Tortosa.
- 1911. Nombrado “Visitador de ganadería y canyades de la partida de Tortosa”.
- 1913. Organiza en Tortosa los Juegos Florales Constantinians.
- 1913. Vocal de Arte Cristiano de Cataluña.
- 1913. Vocal-Delegado de la Comisión Provincial para erigir en Santander un monumento a D. Marcelino Menéndez Pelayo.
- 1913. Colaborador del Instituto de Estudios Catalanes.
- 24/01/1913. Colaborador del Diccionario General de la Lengua catalana por Tortosa (Palau de la Generalidad de Cataluña y Barcelona).
- 1915. Vocal de la Junta Regional de Estudios Penitenciarios.
- 1916. Miembro de la Academia de la Lengua Catalana
- 1917. Presidente de la Delegación de Tortosa de la asociación “Nuestra Habla”.
- 1919. Vocal del Certamen Literario “Nuestra Señora de la Cinta”.
- 1919. Secretario de los Juegos Florales en Tortosa.
- 1919. Presidente de la Liga Espiritual de la Virgen María de la Cinta.
- 1923. Miembro de honor de la “Societé Académique de Histoire Internacional de Paris”.
- 1924. Miembro Correspondiente de la “Real Academia de Bellas Artes de San Carlos de Valencia”.
- 1924-1936. Presidente de la asociación de prensa tortosina desde su creación.
- 1927. Miembro correspondiente de la Real Academia de Ciencias y Artes de Barcelona.
- 1928. Miembro del Jurado del Certamen Literario en Tortosa.
- 1929. Preside el Comité ejecutivo en Tortosa de la Exposición Internacional de Barcelona.
- 1930. Delegado en Tortosa por la organización del centenario del nacimiento de Frederic Mistral.
- 1931. Vicepresidente de la Federación de Prensa Catalano-Balear.
- 1931. Mantenidor de los Juegos Florales de Barcelona en el cual da el discurso de gracias.
- 1930-1933. Presidente del grupo PALESTRA.
- 1932. Miembro del organismo gestor del Museo-Archivo de Tortosa.
- 1932. Mandatario en Tortosa del comité Gestor del –centenario de Goethe en Cataluña (Facultad de Filosofía y Letras de la Universitat de Barcelona).
- 1932. Académico correspondiendo de la Academia de Bellas artes de Sant Jordi de Barcelona.
- 1932. Elabora el reglamento del Patronato del Museo-Archivo de Tortosa.
- 1935. Preside el Patronato encargado de la orientación y regisme de la escuela de Enseñanzas Mercantiles de Tortosa (Escuela elemental de Comercio).
- 1936-1940 Mayordomo del Arxiconfraria de la Virgen de la Cinta.